# 利氏歐白魚
利氏歐白魚（学名：Alburnus leobergi）為輻鰭魚綱鯉形目雅羅魚科歐白魚屬的其中一種，分布於歐洲俄羅斯及烏克蘭亞速海沿岸淡水、半鹹水流域及齐姆良斯克水库，體長可達40.3公分，棲息在沿海、礫石底質溪流下游、河口、沿海表層水域，屬肉食性，成魚以浮游甲殼類動物、陸生昆蟲和小魚，幼魚以浮游動物、藻類和昆蟲幼蟲為食，繁殖期時會洄游至河川上游產卵，雌魚將產卵於礫石底部水流湍急的河流或溪流中，內陸種群在水庫支流中繁殖。成魚產卵後很快遷回大海覓食，而幼魚則在同年秋季或次年春季順流而下。由於水壩的修築阻礙了它們到達產卵地，種群數量急劇下降，剩餘的種群在這些水壩下方產卵底中層水域。

## 扩展阅读
維基物種上的相關：利氏歐白魚